# C shell
C shell (csh) är ett Unix-skal som utvecklats av Bill Joy för BSD Unix i slutet av 1970-talet. Det var ursprungligen baserat på den 6:e utgåvan av /bin/sh, föregångaren till Bourne shell. Syntaxen i C shell påminner om programmeringsspråket C.
C shell hade fler funktioner än Bourne shell, till exempel kommandohistorik, och kom att mycket starkt påverka utvecklingen av andra kommandotolkar, men blev samtidigt kritiserat för sina brister. Idag används inte C shell särskilt mycket i Unix, det har ersatts av en förbättrad version, tcsh (som används i SunOS, Solaris och FreeBSD), och andra skal, såsom ksh (Korn shell, avsett att ersätta sh och csh i POSIX), bash (Bourne again shell, GNU:s kommandotolk) och zsh.